# Isaack van Ruisdael

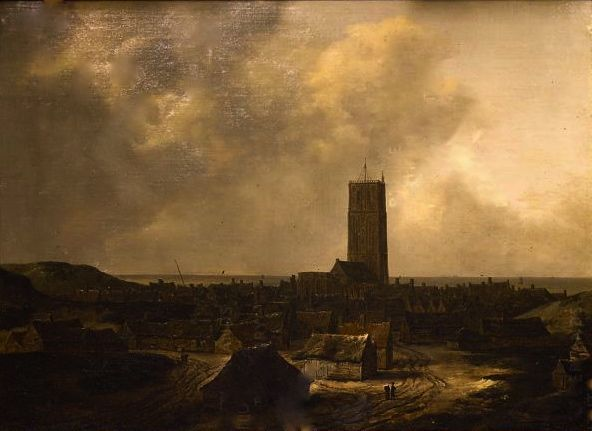
Veduta di Egmond aan Zee, dipinto di van Ruisdael del 1646

Isaack van Ruisdael (Naarden, 1599 – Haarlem, 4 ottobre 1677) è stato un pittore olandese fratello di Salomon van Ruysdael e padre del pittore paesaggistico Jacob van Ruisdael.

## Biografia
Isaack van Ruisdael nacque nel 1599 a Naarden, nei Paesi Bassi. Stando allo scrittore e pittore Arnold Houbraken, il quale redasse le biografie di molti pittori olandesi del Secolo d'oro, van Ruisdael fu il maestro di un altro pittore, Isaac Koene; assumendo inoltre che Houbraken intendesse Isaack van Ruisdael riferendosi al padre di Jacob, emerge che Isaack si dedicò alla falegnameria, realizzando cornici "fantasia" in ebano, usate per specchi e per dipinti. Isaack fece impartire lezioni di latino e di medicina ai suoi figli, i quali divennero entrambi pittori paesaggistici; lo stile di pittura di Isaack era simile a quello del fratello Salomon e a quello del famoso pittore contemporaneo connazionale Jan van Goyen.
Contrasse matrimonio in seconde nozze il 6 marzo 1642; fu uno dei direttori della gilda dei pittori di Haarlem nello stesso anno. Morì e fu sepolto ad Haarlem, il 4 ottobre 1677.
Il museo di Monaco di Baviera conserva un suo dipinto, Pente sablonneuse (in francese).